# 月刊サンデージェネックス
『月刊サンデージェネックス』（げっかんサンデージェネックス、月刊サンデーGENE-X、月刊サンデーGX）は、小学館が発行している月刊の漫画雑誌。2000年創刊。毎月19日発行。

## 概要
2000年7月19日に同年8月号として創刊。『ウルトラジャンプ』（集英社）、『月刊マガジンZ』（講談社）、『チャンピオンRED』（秋田書店）、『ヤングキングアワーズ』（少年画報社）などと同系統のメディアミックス系月刊漫画雑誌に分類される。
アニメ派生のメディアミックス企画である『ラーゼフォン』（2002年放映）や『落語天女おゆい』（2006年放映）などの外伝作品が連載されたほか、2006年には『REC』・『BLACK LAGOON』・『貧乏姉妹物語』などの連載作品が相次いでテレビアニメ化された。また、2011年には『神様ドォルズ』、2012年には『ヨルムンガンド』がテレビアニメ化されている。

## 特徴
小学館が発行しているほかの『サンデー』系列の雑誌と比べると、他誌・他社でデビューし、連載経験をあまり持たない作家の起用が多い。
誌面のほとんどが漫画作品で占められており、グラビアアイドルや映画・テレビ・アニメなどの趣味一般の記事は非常に少ない（連載作品やその作者に関するページは除く）。メディアミックス系漫画雑誌の宿命でもある主力作品の休載や中断は多いが、他社の同系統誌に多く見られる、予告なしの休載（原稿落とし）や未完成原稿の掲載は少ない。
「銃撃ち漫画」と称するガンアクションがメインの作品が、掲載作品15本中3本（『BLACK LAGOON』・『ワイルダネス』・『ヨルムンガンド』）という比較的高比率で連載されていた時期がある（2006年 - 2010年）。これらはいずれも、同じ編集者（夏目晃暢）が担当している。
2019年9月19日発売の10月号より新装刊。

## 誌名の由来
創刊号である2000年8月号の目次ページに掲載された「創刊の挨拶」で、初代編集長の久保田滋夫は「誌名のジェネックスは、GENERATION-X（X世代）とGENE-X（遺伝子X）からとった造語で、『サンデーの遺伝子をもった新しい世代のためのコミック誌』という意味を込めています。」と解説している。

## 連載作品
※ 順番は連載開始の早い順とする。2025年9月号現在。
- ジャジャ（えのあきら） 2000年10月号 - [1]
- BLACK LAGOON（広江礼威） 2002年5月号 -
- 薬屋のひとりごと 猫猫の後宮謎解き手帳（原作：日向夏、作画：倉田三ノ路、キャラクター原案：しのとうこ） 2017年9月号 -
- ゾン100〜ゾンビになるまでにしたい100のこと〜（原作：麻生羽呂、作画：高田康太郎） 2018年11月号 -
- 任侠転生 －異世界のヤクザ姫－（原案：夏原武、作画：宮下裕樹） 2019年8・9月合併号 -
- 掃除屋ソーヤー 解体!ゴアゴア娘（原作：広江礼威、作画：イダタツヒコ）2019年10月号 -
- 煩悩☆西遊記（クリスタルな洋介）2020年3月号 -
- 吼えろペンRRR（島本和彦）2021年1月号 - ※誌面では読み切り扱いとして掲載[2][3]、公式サイトでは連載作品扱い[4]
- デストロ016（高橋慶太郎）2021年5月号 -
- BLACK LAGOON エダ -Initial Stage-（原作：広江礼威、漫画：やまむらはじめ）2022年5月号 -
- COSMOS（田村隆平）2023年5月号 -
- キルニル（広瀬べろせ）2024年5月号[5] -
- アサルト・アディクトxR（スズキ唯知）2024年6月号[6] -
- アンダーク 新しい透明な力のすべて（アキリ）2024年7月号[7] -
- 裏ダンジョンおくさん（原作：大井昌和、作画：いのまる）2025年5月号[8] -

## 長期休載作品
- 貧民、聖櫃、大富豪（高橋慶太郎） 2017年1月号 -

## 過去に連載された作品
- あいカギ（犬上すくね） 2009年11月号 - 2011年9月号[9]
- 碧き青のアトポス（やまむらはじめ） 2013年10月号[10] - 2017年3月号
- advent（原尾有美子） 2003年6月号 - 2004年8月号
- アカゴヒガン（飯沼ゆうき）2020年8月号 - 2022年8月号
- アサシン クリード チャイナ（原作：ユービーアイソフト、作画：倉田三ノ路）2019年11月号 - 2021年7月号
- アスカ@未来系（島本和彦） 2009年2月号 - 2010年8月号[11]
- アノヨカラハナヨ@（玖保キリコ） 2003年1月号 - 2004年8月号
- アバター えくぼ（後藤羽矢子） 2005年4月号 - 2007年2月号
- Uncanny Brains（原作：一色将宏、作画：蜷川ヤエコ） 2013年5月号 - 2014年6月号
- e' イーダッシュ（森見明日） 2001年8月号 - 2002年5月号
- イーヴィル・イーター（永福一成+KOJINO） 2011年12月号 - 2013年6月号[12]
- 今際の路のアリス（原作：麻生羽呂、作画：黒田高祥） 2015年9月号 - 2018年3月号
- 妹さえいればいい。@comic（原作：平坂読、作画：い〜どぅ〜、キャラクター原案：カントク） 2016年1月号 - 2019年8・9月合併号
- IS 〈インフィニット・ストラトス〉（原作：弓弦イズル、作画：結城焔） 2013年6月号 - 2020年3月号
- ヴァンピアーズ（アキリ） 2019年3月号 - 2023年5月号
- Wake up!（松浦聡彦） 2000年11月号 - 2003年1月号
- WESTWOOD VIBRATO（尹仁完+金宣希） 2010年5月号 - 2012年3月号[13]
- ABLE（伊藤明弘） 2013年2月号[14] - 2018年5月号
- エル婚!〜ぼっちエルフの婚活日記〜（くさかべなつみん）2021年5月号 - 2022年11月号
- エンジェル高校（犬上すくね） 2007年9月号 - 2009年7月号[9]
- ガールズザウルスDX（楠桂） 2003年1月号 - 2008年11月号[15]
- カフェドリップ（北河トウタ）[16] 2011年9月号
- 神様ドォルズ（やまむらはじめ） 2007年1月号 - 2013年3月号[17]
- 仮面ボウラー（若狭たけし） 2009年9月号 - 2011年9月号[18]
- ガレキ！－造形乙女の放課後－（ヨゲンメ）2022年6月号 - 2024年9月号[19]
- 気やすめ言葉館（藤野美奈子） 2001年4月号 - 2002年12月号
- Cue（花見沢Q太郎） 2015年8月号 - 2017年7月号
- 境界戦線 〜マージナル・バトルライン〜（やまむらはじめ） 2003年7月号 - 2003年11月号[17]
- GJ部（原作：新木伸、作画：あるや[注釈 3]） 2013年1月号 - 2019年5月号
- くり+かの（喜国雅彦+国樹由香） 2004年6月号 - 2005年3月号[20]
- ぐりまる（富沢義彦+海童博行） 2008年4月号 - 2009年10月号[21]
- コイネコ（真島悦也） 2004年10月号 - 2013年1月号[22]
- CODE-EX（榊一郎+原尾有美子） 2007年7月号 - 2008年7月号
- 言解きの魔法使い（結月さくら） 2015年7月号 - 2019年1月号
- 琴ノ葉さんが恋してる（真島悦也） 2015年9月号 - 2019年2月号
- この花はわたしです。（喜国雅彦+国樹由香） 2000年8月号 - 2004年2月号
- こばと（仮）（CLAMP） 2005年1月号 - 2005年9月号 ※シリーズ連載
- こはねちゃんの犬（江戸屋ぽち） 2016年3月号 - 2017年9月号
- 五番街の白やぎさん（結月さくら） 2013年9月号 - 2015年3月号
- サイコトレーダー ちなみ（木村明広） 2000年8月号 - 2001年7月号
- ザ・スリーパー（細野不二彦） 2000年8月号 - 2002年8月号
- サバゲっぱなし（坂崎ふれでぃ） 2016年10月号 - 2022年3月号
  - サバゲっぱなしS（坂崎ふれでぃ）2022年4月号 - 2025年5月号[23]
- じごくあね（吉田丸悠） 2014年4月号 - 2016年2月号
- 漆黒のジギィ（やまむらはじめ）2019年10月号 - 2020年12月号
- 渋谷ガーディアンガールズ（こいずみまり） 2004年3月号 - 2006年5月
- ジャパニーズ あほっ子キッズ（阿部潤） 2000年8月号 - 2002年7月
- 獣星記 ギルステイン（酒井直行+田巻久雄） 2000年8月号 - 2002年10月号
- ジュリアン（成沢円） 2001年5月号 - 2002年3月号
- 書生葛木信二郎の日常（倉田三ノ路） 2010年11月号[24] - 2014年11月号
- 新暗行御史（尹仁完+梁慶一） 2001年4月号 - 2007年9月号[25]
- 新世のリブラ（飯沼ゆうき） 2016年2月号 - 2018年2月号 ※『サンデーうぇぶり』に移籍
- 人生〜マンガの章〜（原作：川岸殴魚、作画：松山せいじ、キャラクター原案：ななせめるち） 2014年3月号[26] - 2015年4月号
- 深夜!天才バカボン（原作：赤塚不二夫『天才バカボン』、作画：あさだみほ、協力：『深夜!天才バカボン』製作委員会） 2018年8月号 - 2018年11月号※集中連載、『サンデーうぇぶり』と並行連載
- スキル・ビルド・オンライン〜変態スナイパーによるMMORPG挑戦記〜（原作：立華凪、作画：大寺義史）2022年2月号 - 2024年7月号[27]
- スクールガールストライカーズ〜トゥインクルメロディーズ〜（蒼井ひな太、原作：スクウェア・エニックス） 2018年2月号 - 2018年8月号
- 素晴らしい世界（浅野いにお） 2002年6月号 - 2004年4月号[28] ※シリーズ読切
- スパイの妻（作画：柿崎正澄、原案：濱口竜介、野原位、黒沢清）2020年8月号 - 2021年4月号
- スピリチュアルぱらだいす（小野寺浩二） 2007年5月 - 2009年7月[29]
- スラッシュダウン（光永康則） 2002年9月号 - 2002年11月号
- 聖モエスの方舟（榎本ナリコ） 2009年10月号 - 2012年5月号[30]
  - 星の少女たち 聖モエスの方舟・帰還篇（改題） 2012年6月号 - 2013年1月号[30]
- 世界制服（榎本ナリコ） 2008年2月号 - 2009年2月号[30]
- 正義警官モンジュ（宮下裕樹） 2004年12月号 - 2011年8月号[31]
- 戦国新撰組（原作：富沢義彦、作画：朝日曼耀） 2016年7月号 - 2016年12月号- 、『サンデーうぇぶり』に移籍（2018年3月に完結）
- センツォン・ヒッチャーズ&アンダーテイカー（manglobe+原尾有美子） 2006年3月号 - 2006年12月号
- ゾンビチャン（真島悦也） 2013年4月号 - 2015年3月号
- 誰そ彼に海が泣く（結月さくら）2020年9月号 - 2022年8月号
- ダンデライオン（落合尚之） 2000年9月号 - 2001年4月号
- 誰かがカッコゥと啼く（イダタツヒコ） 2006年11月号 - 2008年6月号[32]
- 釣りチチ・渚（佐藤まさき） 2009年4月号 - 2012年3月号[33]
- ディオサの首（伊藤明弘） 2018年8月号 - 2020年10月号
- デストロ246（高橋慶太郎） 2012年5月号[34] - 2016年5月号
- デス・プリ（吉田蛇作） 2004年11月号 - 2006年11月号
- 鉄人（矢作俊彦+落合尚之） 2001年10月号 - 2003年9月号
- 鉄娘な3姉妹（松山せいじ） 2009年1月号 - 2010年12月号[35]
- 鉄子の旅 3代目（霧丘晶、旅の案内人：横見浩彦） 2016年6月号 - 2019年2月号	
  - GX鉄道倶楽部（関根弘康） 2009年1月号 - 2010年12月号 ※コラム、非漫画作品
- 天穹は遥か -景月伝-（倉田三ノ路） 2015年4月号 - 2017年11月号 ※2016年12月号からは電子書籍版限定掲載
- 天使だけが翼を持っている（萩原玲二） 2000年8月号 - 2001年10月号
- 東京カラス（原案&キャラクターデザイン：コザキユースケ、オリジナルストーリー&作画：宮下裕樹） 2012年6月号[36] - 2017年5月号
- 桃源郷へようこそ!（原作：イダタツヒコ、作画：水谷麻志） 2012年8月号 - 2014年8月号
- どうぶつずかん（花見沢Q太郎） 2013年7月号[37]  - 2015年6月号
- 時忘の捨姫-時緒縁起譚-（原作：坂口いく、作画：荒巻美由希） 2013年8月号 - 2015年2月号
- 特機獣サツキ（みやすのんき） 2001年6月号 - 2001年12月号
- トラフィッカー（光永康則） 2001年1月号 - 2002年7月号
- ドクター&ドーター〜猟奇博士と生贄娘〜（陽気婢） 2008年11月号 - 2011年7月号[38]
- 七海みなみは輝きたい（原作：屋久ユウキ、作画：吉田ばな、キャラクター原案：フライ）2020年8月号 - 2023年2月号
- 夏へのトンネル、さよならの出口 群青（原作：八目迷、作画：小うどん、キャラクター原案：くっか）2020年8月号 - 2021年12月号
- なんしょんなら!!お義兄さん（三島衛里子） 2017年8月号 - 2019年5月号
- 西向きマイルーム（若狭たけし） 2013年4月号[39] - 2017年6月号
- ネコの王（小野敏洋） 2000年8月号 - 2003年8月号
- 眠れる惑星（陽気婢） 2004年12月号 - 2007年11月号[38]
- 廃妃は再び玉座に昇る〜耀帝後宮異史〜（原作：はるおかりの、作画：みなみ）2021年7月号 - 2022年12月号
- バターナッツ!（犬上すくね） 2014年3月号[40] - 2015年5月号
- 薄花少女（三浦靖冬） 2014年12月号 - 2018年8月号 、『月刊IKKI』から移籍、2016年12月号から電子版にのみ掲載
- 浜田ブリトニーの漫画でわかる萌えビジネス（浜田ブリトニー） 2010年10月号 - 2013年6月号[41]
- はるのさくら（クリス直孝） 2004年4月号 - 2005年5月号
- パンドラ（椎名高志） 2003年4月号 - 2003年6月号[42]
- ひかりのまち（浅野いにお） 2004年5月号 - 2005年2月号[28] ※シリーズ読切
- 美女で野獣（イダタツヒコ） 2002年4月号 - 2006年3月号[32]
- ビストロ・パ・マルの事件簿（近藤史恵+原尾有美子） 2011年11月号[43] - 2012年10月号
- ひみつの乙女ちゃん（蒼井ひな太） 2014年1月号[44] - 2015年9月号
- 姫ヤドリ（やまむらはじめ、設定監修：津久田重吾） 2017年10月号 - 2019年6月号
- 貧乏姉妹物語（かずといずみ） 2004年5月号 - 2006年11月号[45]
- FACTORY Z（牧野茂雄+松枝尚嗣） 2002年10月号 - 2004年8月号
- ふぁみレス（後藤羽矢子） 2002年9月号 - 2004年6月号
- FADE OUT（いけだたかし） 2000年12月号 - 2004年4月号
- ぷりぞな6（金月龍之介+Kojino）  2008年9月号 - 2010年9月号[46]
- プロファイラーめんこ（オノダ・マオ） 2008年8月号 - 2008年12号 ※シリーズ読切
- 蛇沢課長のM嬢（犬上すくね） 2016年5月号 - 2022年2月号
- 吼えろペン（島本和彦） 2000年8月号 - 2004年10月号[11]
  - 新 吼えろペン（島本和彦） 2004年11月号 - 2008年8月号[11]
- 星屑番外地（イダタツヒコ） 2009年7月号 - 2010年9月号[32]
- MARCH STORY（金亨敏+梁慶一） 2008年1月号 - 2013年2月号[47] ※シリーズ連載
- 魔王の階 Dark King of Kings（荒巻美由希） 2015年8月号 - 2018年8月号 ※2016年12月号からは電子書籍版限定掲載
- 真似の虎（喜国雅彦+国樹由香） 2004年3月号 - 2004年5月号[20]
- マンけん。（加瀬大輝） 2011年5月号[48] - 2014年10月号
- 満天の星と青い空（原作：西森博之、作画：飯沼ゆうき） 2018年9月号 - 2019年11月号
- 流血女神伝 〜帝国の娘〜（原作：須賀しのぶ、作画：窪中章乃）2021年5月号 - 2023年5月号
- メルカノ。（大島永遠） 2005年7月号 - 2009年7月号[49]
- 薬多江町へようこそ（陽気婢） 2002年11月号 - 2004年3月号[38]
- 山形スクリーム（個々田健） 2008年12月号 - 2009年6月号[50]
- 八百万討神伝 神GAKARI（楠桂） 2009年8月号 - 2011年7月号[15]
- やはり俺の青春ラブコメはまちがっている。@comic（原作：渡航、作画：伊緒直道、キャラクター原案：ぽんかん⑧） 2013年1月号 - 2023年2月号
- やるじぇね（藤那トムオ） 2009年9月号 - 2010年7月号[51]
- ゆづきさん、沸きました。（望月あづみ） 2015年6月号 - 2016年8月号
- ゆりてつ 私立百合ヶ咲女子高鉄道部（松山せいじ） 2011年4月号 - 2013年11月号 [52]
- 宵街オーバーロード（原作：イダタツヒコ、作画：水谷麻志） 2015年1月号 - 2016年5月号
- 妖怪からくる（河内愛里） 2003年10月号 - 2004年2月号[53]
- ヨルムンガンド（高橋慶太郎） 2006年5月号 - 2012年2月号[54]
- ラーゼフォン（ボンズ+出渕裕+百瀬武昭） 2001年9月号 - 2002年12月号
- 落語天女おゆい 〜月島唯・現代編〜（いけだたかし） 2005年10月号 - 2006年3月号[55]
- 〜伊勢佐木真剣卓球師外伝〜 ラバーズ7（犬上すくね） 2002年11月号 - 2007年5月号[9]
- ラブアプリ（花見沢Q太郎） 2018年4月号 - 2019年2月号
- ラブマウンテン（藤那トムオ） 2008年5月号 - 2009年6月号[51] ※シリーズ連載
- Re:CREATORS（原作・キャラクター原案：広江礼威、作画：加瀬大輝、シリーズ構成：あおきえい・広江礼威） 2017年5月号 - 2019年12月号
- REC（花見沢Q太郎） 2002年12月号 - 2013年4月号[56]
- LET IT BE!!（こいずみまり） 2000年8月号 - 2002年11月号
- RED SUN INC.（スズキ唯知）2020年12月号 - 2023年3月号
- 恋愛ディストーション（犬上すくね） 2012年4月号 - 2013年8月号[9] ※『ヤングキングアワーズプラス』（少年画報社）から移籍
- ロケハン（陽気婢） 2001年7月号 - 2002年1月号
- ワイルダネス（伊藤明弘） 2000年9月号 - 2025年8月号[57][58]

## 映像化

### アニメ化
| 作品                                         | 放送年                 | アニメーション制作 | 備考        |
| -------------------------------------------- | ---------------------- | ------------------ | ----------- |
| REC                                          | 2006年                 | SHAFT              |             |
| BLACK LAGOON                                 | 2006年（第1期・第2期） | マッドハウス       | OVA版に続く |
| 貧乏姉妹物語                                 | 2006年                 | 東映アニメーション |             |
| 神様ドォルズ                                 | 2011年                 | ブレインズ・ベース |             |
| ヨルムンガンド                               | 2012年（第1期・第2期） | WHITE FOX          |             |
| ゾン100〜ゾンビになるまでにしたい100のこと〜 | 2023年                 | BUG FILMS          |             |

| 作品       | 公開年 | アニメーション制作                | 備考 |
| ---------- | ------ | --------------------------------- | ---- |
| 新暗行御史 | 2004年 | OLM Team Koitabashi CHARACTERPLAN |      |

| 作品         | 発売年          | アニメーション制作 | 備考                 |
| ------------ | --------------- | ------------------ | -------------------- |
| BLACK LAGOON | 2010年（第3期） | マッドハウス       | テレビアニメ版の続編 |

本誌から出版社を移籍後にテレビアニメ化した作品だとこばと。もある。

### 実写化
| 作品                                         | 配信年 | 配給  | 備考 |
| -------------------------------------------- | ------ | ----- | ---- |
| ゾン100〜ゾンビになるまでにしたい100のこと〜 | 2023年 | ROBOT |      |

## 発行部数
- 2004年 39,167部（「マガジンデータ2004」2003年9月1日 - 2004年8月31日編）[59]
- 2005年 39,000部（「マガジンデータ2005」2004年9月1日 - 2005年8月31日編）[59]
- 2006年 35,167部（「マガジンデータ2006」2005年9月1日 - 2006年8月31日編）[60]
- 2007年 30,583部（「マガジンデータ2007」2006年9月1日 - 2007年8月31日編）[60]
- 2008年 30,000部（「マガジンデータ2009（2008年版）」2007年10月1日 - 2008年9月30日編）[60]
- 2009年 27,667部（「マガジンデータ2010（2009年版）」2008年10月1日 - 2009年9月30日編）[60]
- 2010年 26,000部（「マガジンデータ2011（2010年版）」2009年10月1日 - 2010年9月30日編）[60]
- 2011年 22,834部（「マガジンデータ2012（2011年版）」2010年10月1日 - 2011年9月30日編）[61]
- 2012年 19,750部（「マガジンデータ2013（2012年版）」2011年10月1日 - 2012年9月30日編）[61]
- 2013年 19,584部（「マガジンデータ2014（2013年版）」2012年10月1日 - 2013年9月30日編）[61]
- 2014年 19,084部（「マガジンデータ2015（2014年版）」2013年10月1日 - 2014年9月30日編）[61]
- 2015年 16,792部（「マガジンデータ2016（2015年版）」2014年10月1日 - 2015年9月30日編）[61]
- 2016年 12,417部（「マガジンデータ2017（2016年版）」2015年10月1日 - 2016年9月30日編）[61]
- 2017年 10,083部（「マガジンデータ2018（2017年版）」2016年10月1日 - 2017年9月30日編）[62]

|        | 1〜3月    | 4〜6月    | 7〜9月    | 10〜12月  |
| ------ | --------- | --------- | --------- | --------- |
| 2008年 |           | 30,000 部 | 30,000 部 | 28,000 部 |
| 2009年 | 28,000 部 | 28,000 部 | 26,667 部 | 26,000 部 |
| 2010年 | 26,000 部 | 26,000 部 | 26,000 部 | 25,000 部 |
| 2011年 | 23,000 部 | 22,000 部 | 21,334 部 | 20,667 部 |
| 2012年 | 20,000 部 | 19,334 部 | 19,000 部 | 19,000 部 |
| 2013年 | 21,334 部 | 19,000 部 | 19,000 部 | 19,000 部 |
| 2014年 | 19,000 部 | 19,667 部 | 18,667 部 | 18,000 部 |
| 2015年 | 17,000 部 | 16,667 部 | 15,500 部 | 14,334 部 |
| 2016年 | 12,333 部 | 12,000 部 | 11,000 部 | 10,000 部 |
| 2017年 | 10,000 部 | 10,333 部 | 10,000 部 | 9,667 部  |
| 2018年 | 9,500 部  | 9,000 部  | 8,833 部  | 8,333 部  |
| 2019年 | 7,500 部  | 7,500 部  | 7,500 部  | 7,333 部  |
| 2020年 | 6,600 部  | 6,000 部  | 6,367 部  | 5,967 部  |
| 2021年 | 6,300 部  | 6,100 部  | 6,100 部  | 5,867 部  |
| 2022年 | 5,600 部  | 5,600 部  | 5,800 部  | 6,000 部  |
| 2023年 | 5,600 部  | 5,600 部  | 5,600 部  | 5,600 部  |
| 2024年 | 5,600 部  | 6,067 部  | 5,600 部  | 7,733 部  |
| 2025年 | 8,000 部  | 6,067 部  |           |           |

## 編集長
- 初代：久保田滋夫（創刊号 - 2007年1月号）
- 2代目：小室時恵[注釈 4]（2007年2月号 - ）
- 3代目：石川昌彦
- 4代目：則松康郎
- 不明：横山真義（2022年[63] - ）

## 単行本
- 「サンデーGXコミックス」レーベルで、本誌と同じく毎月19日頃が発売日となっている。
- 基本的にほとんどの連載作品が単行本化されているが、『ジャパニーズ あほっ子キッズ』（阿部潤）や『特機獣サツキ』[注釈 5]（みやすのんき）など、単行本化されなかった作品も少数ながら存在する。
- 2018年秋頃以降、一部に刊行が電子書籍のみの発行となった作品が何作か存在する。（琴ノ葉さんが恋してるの5巻以降や姫ヤドリの4巻以降、蛇沢課長のM嬢の5巻など）